# Bohumil Rolek
Bohumil Rolek (9. ledna 1903 Moravská Ostrava – 16. května 1961 Ostrava) byl český a československý politik a poválečný poslanec Prozatímního Národního shromáždění za Československou stranu lidovou. Po roce 1948 politicky pronásledován.

## Biografie
Po maturitě na obchodní akademii začal pracovat jako bankovní úředník (později prokurista městské spořitelny v Ostravě). Od roku 1922 byl členem ČSL a aktivním členem Orla (dlouholetý starosta místní jednoty). V letech 1934-1938 zasedal v městském zastupitelstvu a v letech 1938-1939 byl místostarostou (prvním náměstkem starosty) Ostravy. Za druhé světové války byl aktivní v odboji. V letech 1940-1941 ho věznilo gestapo. Propuštěn byl podmínečně v roce 1941. Perzekuce zasáhla celou jeho rodinu. Jeho manželka byla zatčena a odvezena do koncentračního tábora Osvětim, kde v listopadu 1943 zemřela, švagr dr. Antonín Fraš byl zatčen a později zemřel v koncentračním táboře Mauthausen. Po osvobození se Bohumil Rolek stal ředitelem městské spořitelny v Ostravě a místopředsedou MNV v Moravské Ostravě.
V letech 1945–1946 byl poslancem Prozatímního Národního shromáždění za ČSL. Setrval zde do parlamentních voleb v roce 1946.
V květnových volbách roku 1946 již nebyl zvolen a zůstal aktivní pouze na komunální úrovni, kde předsedal krajské organizaci ČSL. Po únoru 1948 politicky pronásledován. Musel opustit všechny politické funkce i místo ředitele spořitelny. Neunesl tíhu perzekuce a roku 1961 spáchal sebevraždu.